# هرمس پان
هرمس پان (انگلیسی: Hermes Pan; ۱۰ دسامبر ۱۹۰۹ – ۱۹ سپتامبر ۱۹۹۰) رقصنده و طراحی رقص اهل ایالات متحده آمریکا بود. وی بین سال‌های ۱۹۲۸ تا ۱۹۶۸ میلادی فعالیت می‌کرد.
از فیلم‌ها یا برنامه‌های تلویزیونی که وی در آن نقش داشته‌است می‌توان به زندگی خودش اشاره کرد.
وی همچنین برندهٔ جوایزی همچون جایزه اسکار بهترین طراحی رقص و جوایز امی ساعات پربیننده شده‌است.